# Wilhelm J. Burger

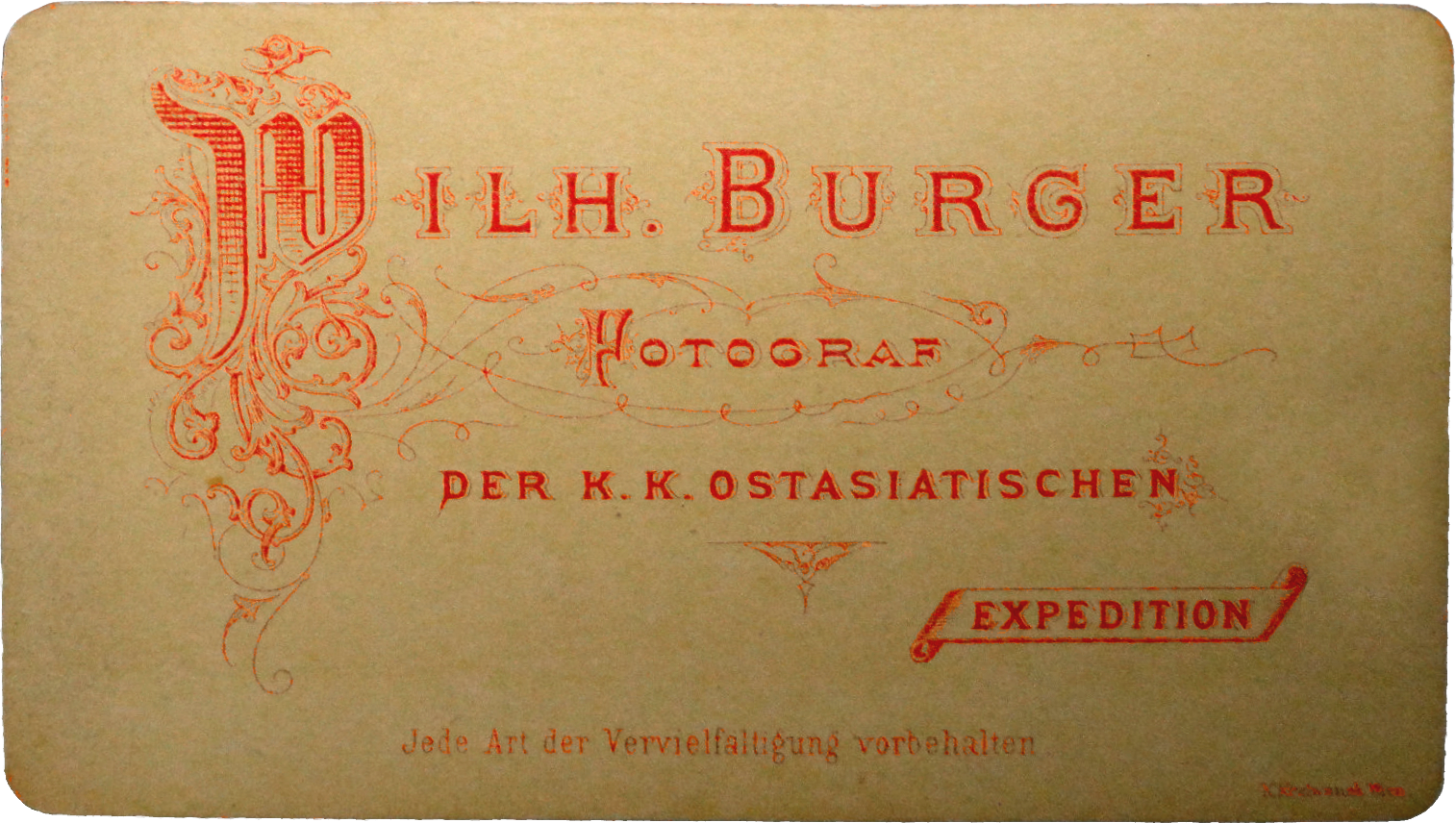
Zadní strana carte de visite Wilhelma Burgera

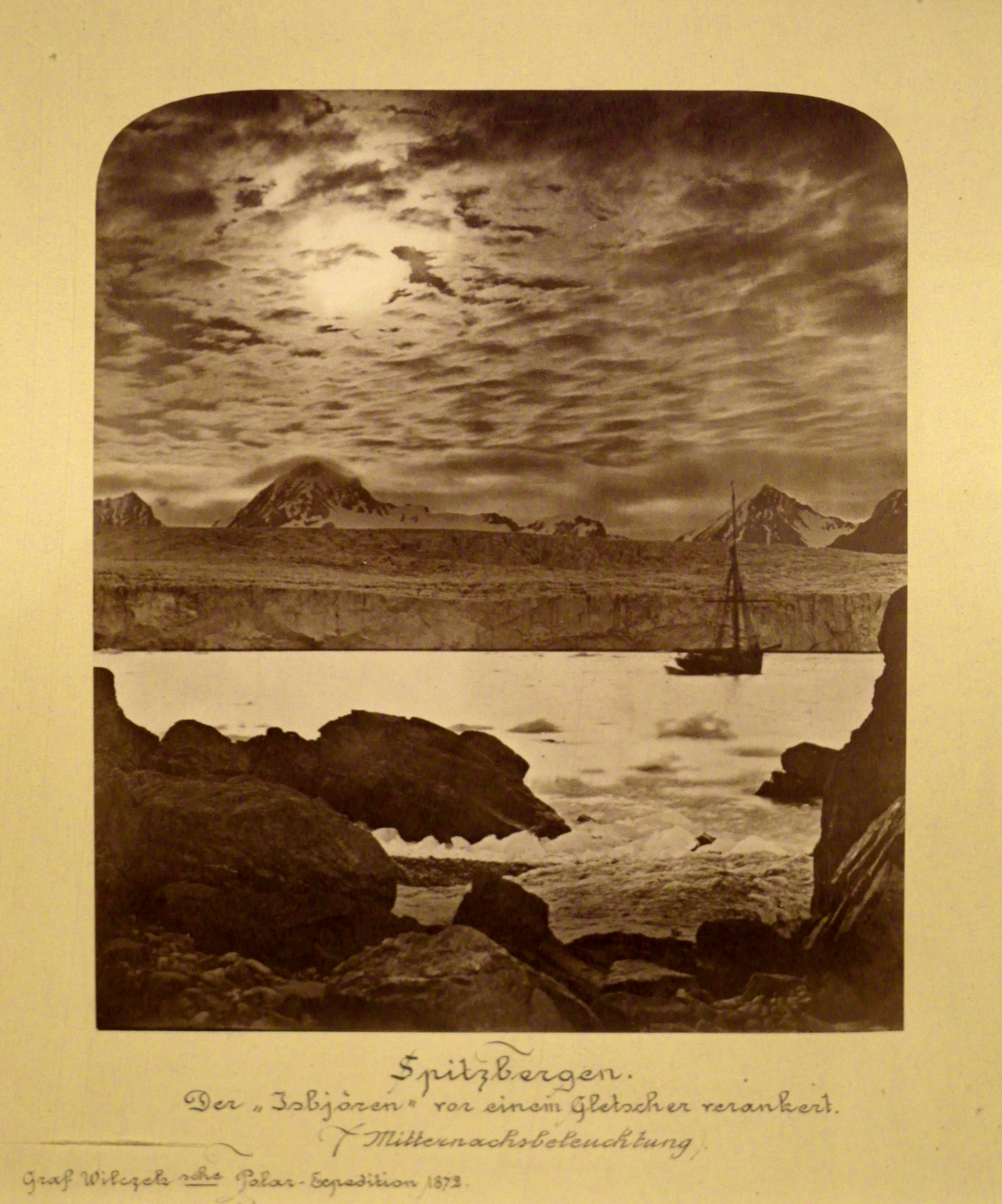
Wilhelm J. Burger: Špicberky, 1872

Wilhelm J. Burger (15. března 1844 – 10. března 1920) byl rakouský fotograf a malíř. Byl známý především jako krajinářský fotograf.

## Život a dílo
Burger se naučil umění fotografie od svého strýce Andrease von Ettingshausena (1796–1878) v 60. letech 19. století. V roce 1874 Burger otevřel vlastní fotografický ateliér ve Vídni. Když podnikal ve francouzsky mluvících zemích, používal jako první počáteční písmeno „G.“, zřejmě jako „Guillaume“. V Japonsku fotografoval kolem roku 1869 a také doprovázel expedici Johanna Nepomuka Wilczeka, která připravovala rakousko-uherskou expedici Payera–Weyprechta na severní pól. V roce 1871 se stal císařsko-královským dvorním fotografem.
Zemřel 10. března 1920.

## Bádání historiků
Historikové poměrně nedávno zkoumali fotografie Siamu (Thajsko), které byly původně přiřazovány Wilhelmu Burgerovi (publikované v knize pana Pipata Pongrapeeporna, 2001). Odborníci tyto fotografie (nalezené v Evropě jako součást soukromé sbírky) porovnali s fotografiemi ze stejného období pořízené thajským dvorním fotografem Khunem Sunthornsathitsalakem (pseudonym a křesťanské jméno: Francis Chit). Když byly tyto fotografie postaveny vedle sebe, bylo zjištěno, že jednotlivé fotografie (pořízené dvěma různými fotografy) byly ve skutečnosti zkombinovány a sjednoceny do jednoho souboru tvořícího panoramatický pohled.
Kompletní sada fotografií (nyní správně připsané Francisu Chitovi) je nyní zpátky v Thajsku a iluminuje současné generaci thajských a západních studentů, historiků a běžným lidem jak opravdu vypadal Bangkok v 60. letech 19. století.

## Galerie

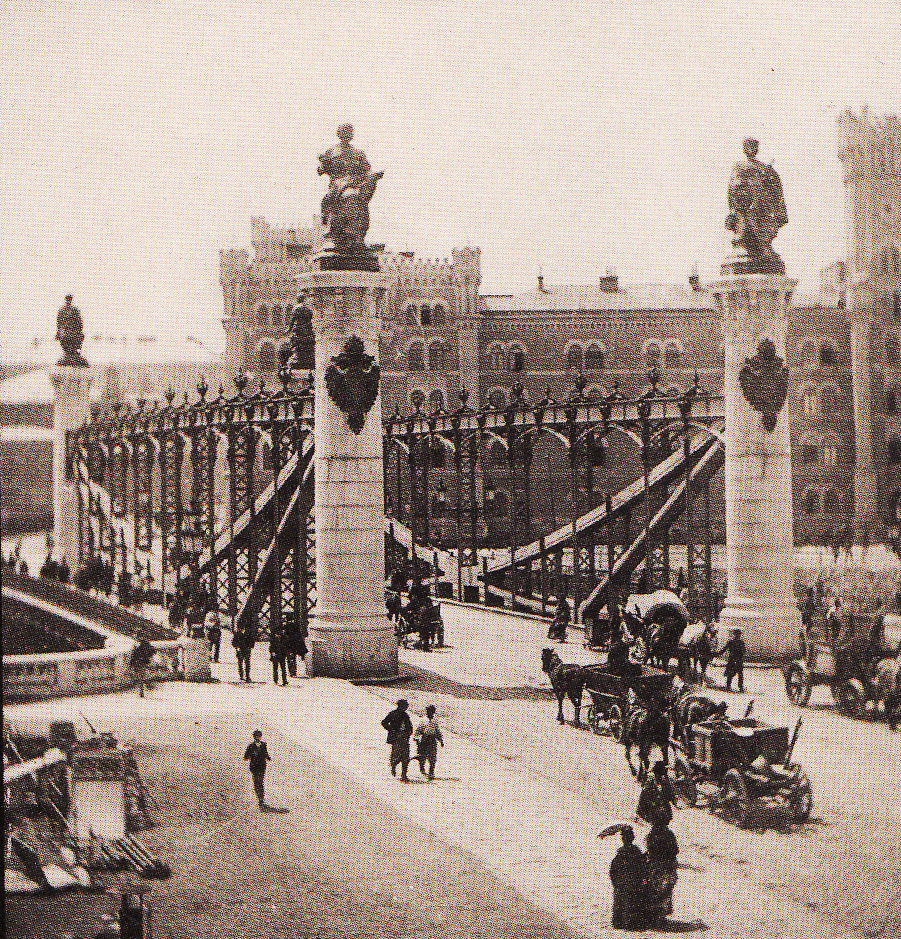
Most Marie Terezie, Vídeň, 1874
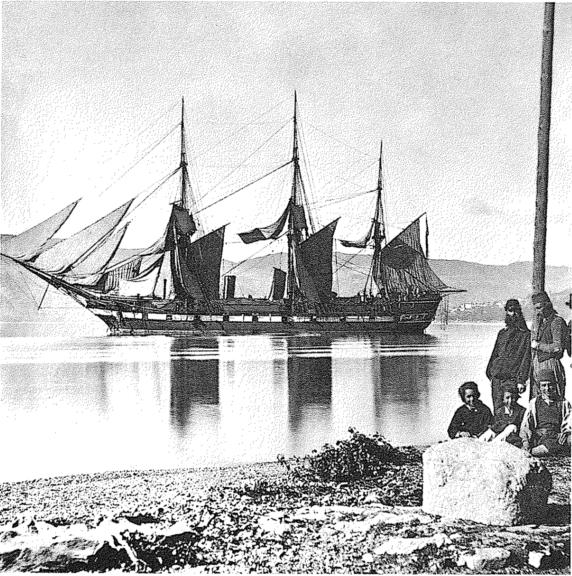
SMS Erzherzog Friedrich, 1868
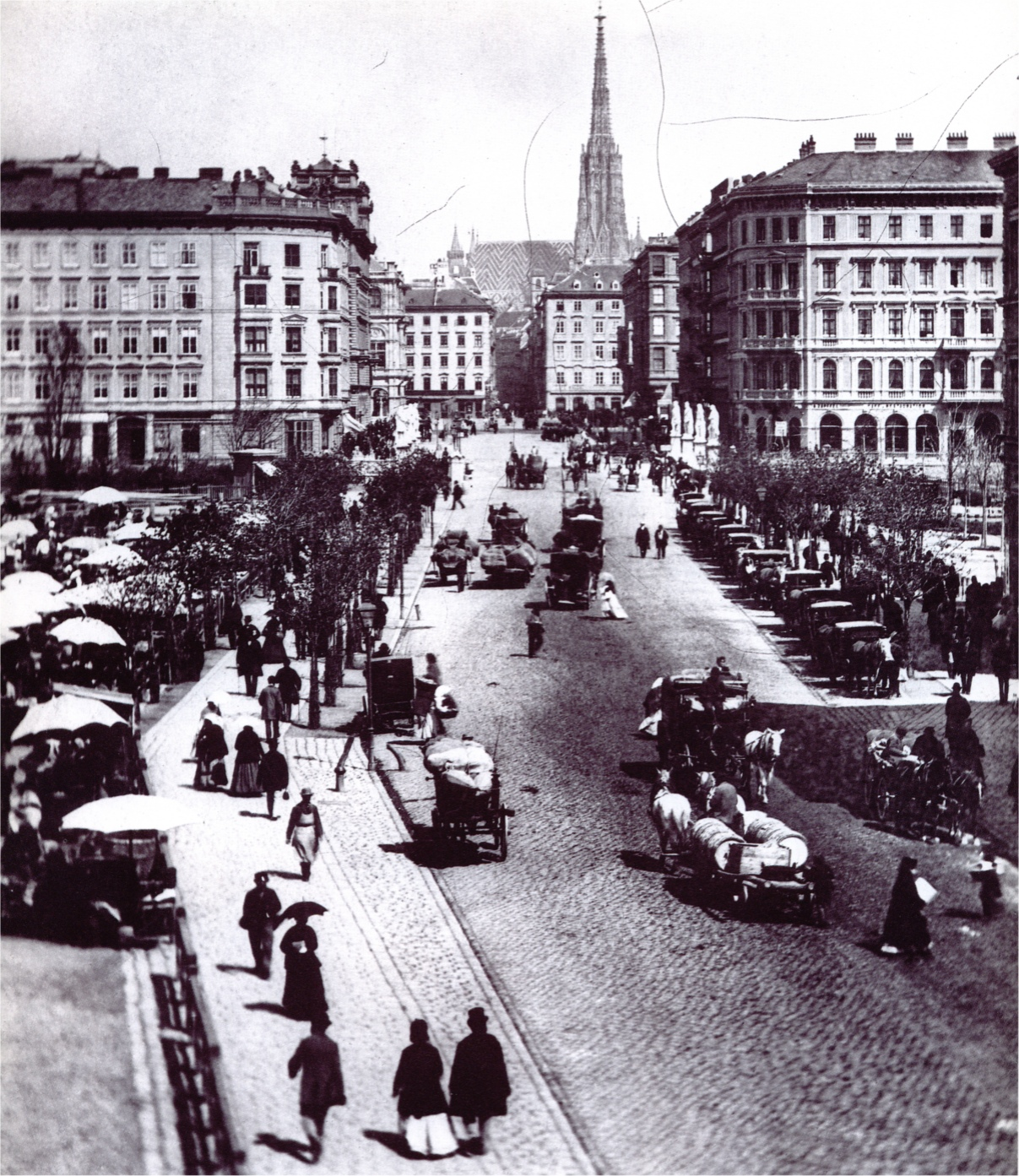
Naschmarkt, Vídeň, 1872
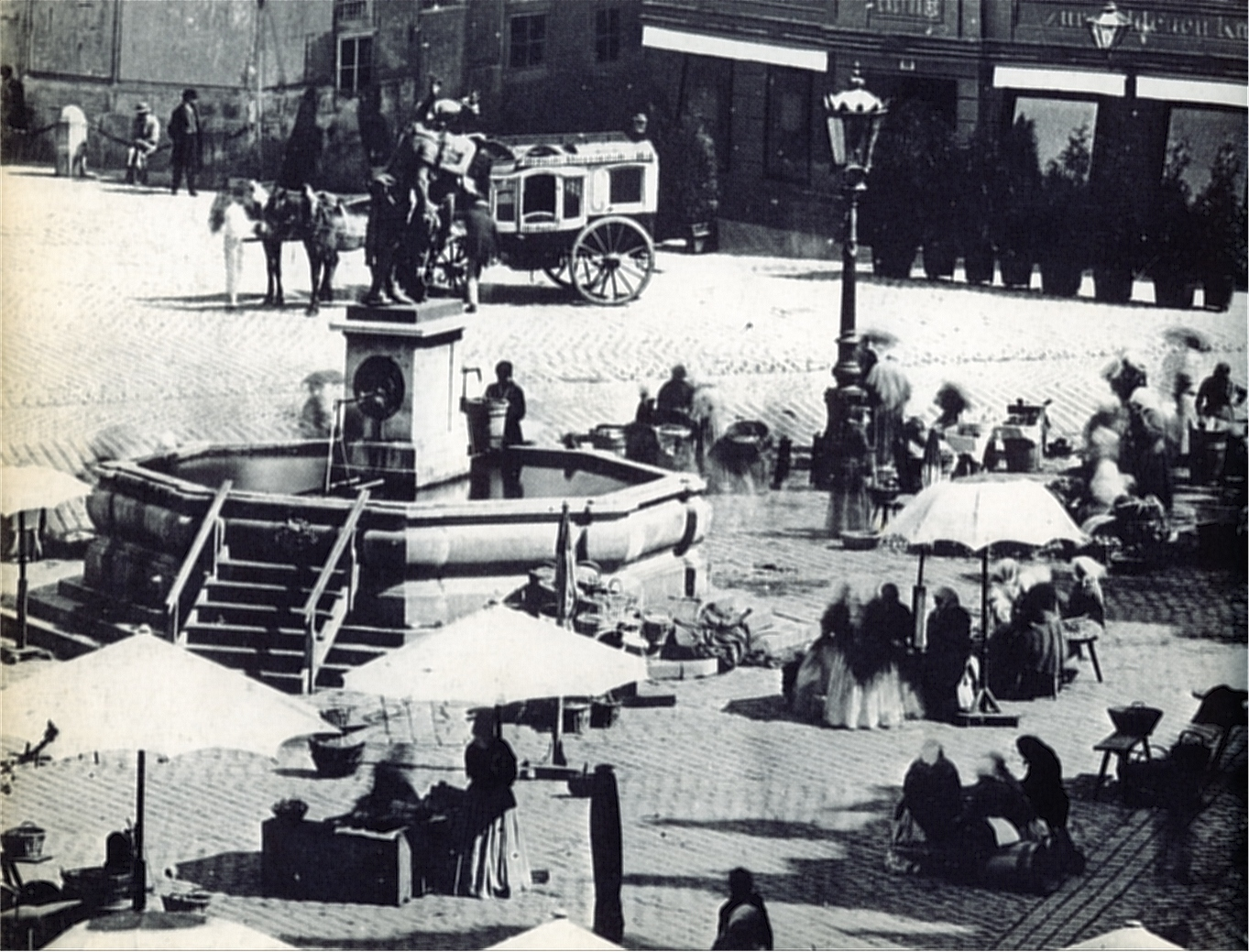
Náměstí Am Hof, Vídeň, 1870